# Pommelsven
Het Pommelsven is een natuurgebied in de Belgische gemeente Keerbergen. Het 5 ha grote gebied is eigendom van de gemeente Keerbergen en wordt beheerd door Natuurpunt. Het gebied is samen met de Kruisheide een van de laatste restanten van het Voor-Kempens heidegebied dat zich vroeger uitstrekte over de gemeenten Tremelo, Keerbergen, Rijmenam en Bonheiden.

## Plantengroei
In de lagere gedeelten groeit dopheide en klokjesgentiaan.